# توماسو كامبانيلا
توماسو كامبانيلا، راهب دومينيكاني، فيلسوف وشاعر إيطالي، وُلد يوم 5 سبتمبر سنة 1568 في ستيلو، وتوفي يوم 22 ماي سنة 1639 في باريس.

## نبذة عن حياته

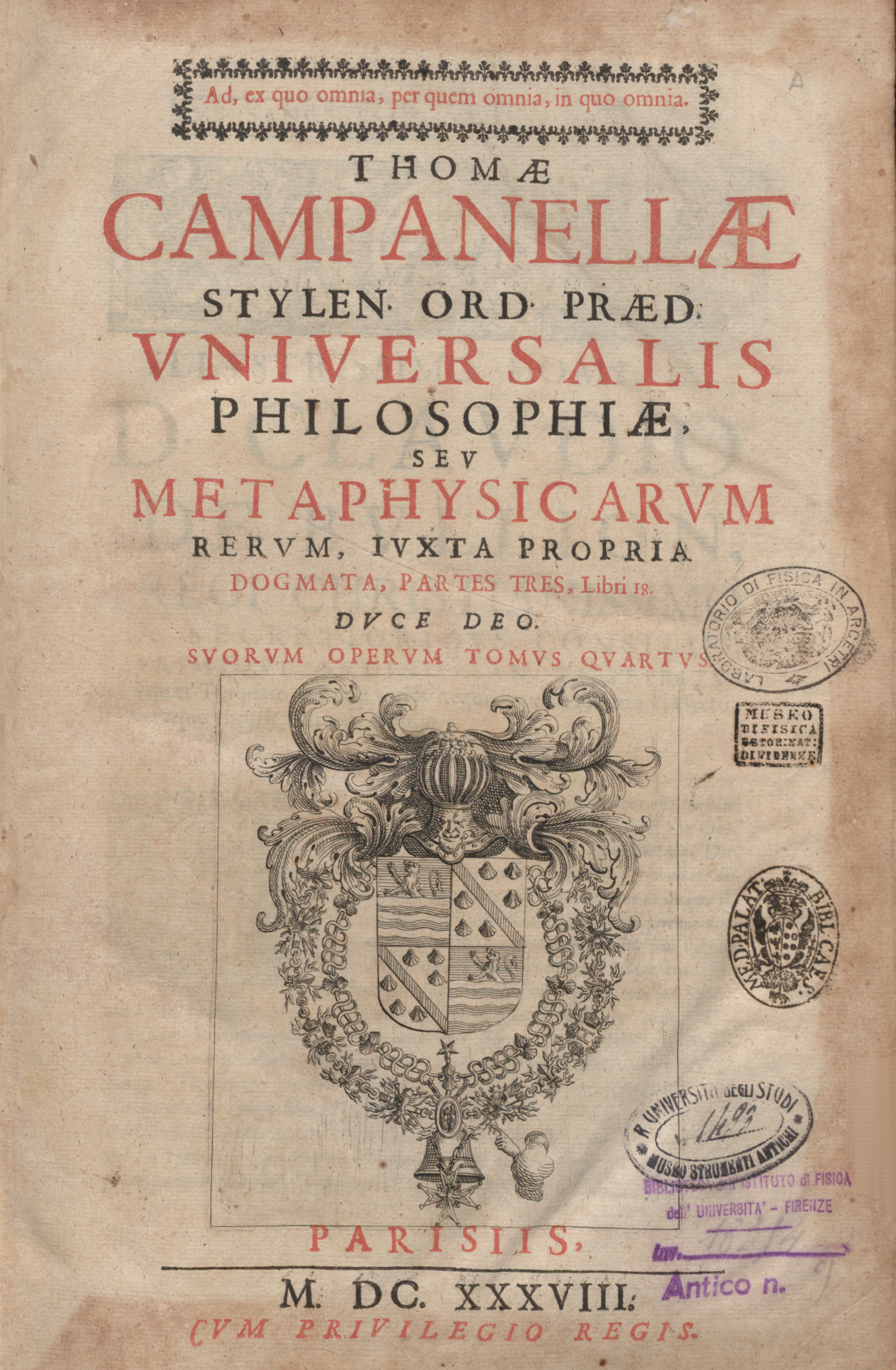
Metaphysica, 1638

وُلد في مقاطعة قلورية الإيطالية لعائلة أمية وفقيرة، انتسب إلى الرهبنة الدومينيكانية في سن الخامسة عشر، وغير اسمه إلى توماس نسبة إلى توماس الأكويني بعد أن كان اسمه جان-دومينيكان. درس اللاهوت والفلسفة عند عدة أساتذة.
أثناء زيارته لنابولي سنة 1590 قام بنشر كتابه (Philosophia Sensibus Demonstrata) الذي تناول فيه عدد من النظريات الطبيعية، حيث اتهم بسببها بالهرطقة وتم سجنه. بعد اطلاق سراحه، طاف إيطاليا لعدة سنوات حيث تم ادانته عدة مرات بسبب أفكاره.
تعرف على جاليلو جاليلي في بادوا، وقام بالدفاع عنه. ثم عاد سنة 1598 إلى ديره في قلورية، واتهم حينها بمحاولة إنشاء جمهورية ثيوقراطية فتم القبض عليه وحُوّل إلى نابولي تمت ادانته وتعذيبه سنة 1602 بالهرطقة.
خلال سنوات سجنه ال27، قام كامبانيلا بكتابة عدة أعمال وراسل الكثير من العلماء المعاصرين له. وفي سنة 1623 أنهى كتابه مدينة الشمس ((la) Civitas Solis)، الذي تناول فيه تصور للمدينة الفاضلة مبني على المنطق وحب الله.
تم اطلاق سراحه سنة 1626، ثم تم اعتقاله مجددا سنة 1629 في روما، وفور اطلاق سراحه لجأ إلى فرنسا وتوفي فيها سنة 1634.

## فلسفته
كامبانيلا كان مُعاديا لفكر أرسطو. لقد قام في نفس الفترة مع فرانسيس بيكون بمحاولة لاصلاح الفلسفة وجعلها تعتمد على الملاحظة والتجريب.

## وصلات خارجية
- توماسو كامبانيلا على موقع الموسوعة البريطانية (الإنجليزية)
- توماسو كامبانيلا على موقع إن إن دي بي (الإنجليزية)
- توماسو كامبانيلا على موقع ديسكوغز (الإنجليزية)

1. ↑  Charles Dudley Warner, ed. (1897), Library of the World's Best Literature (بالإنجليزية), QID:Q19098835
2. ↑  Archivio Storico Ricordi، QID:Q3621644
3. ↑  البحوث | الموسوعة العربية نسخة محفوظة 28 أبريل 2016 على موقع واي باك مشين.
4. ↑  «متمرّدو الحرية» لفاكسلير: المدن الفاضلة وحياتها المستحيلة / ابراهيم العريس - الأوان [وصلة مكسورة] نسخة محفوظة 5 مارس 2016 على موقع واي باك مشين.